# ギータ・ゴーヴィンダ

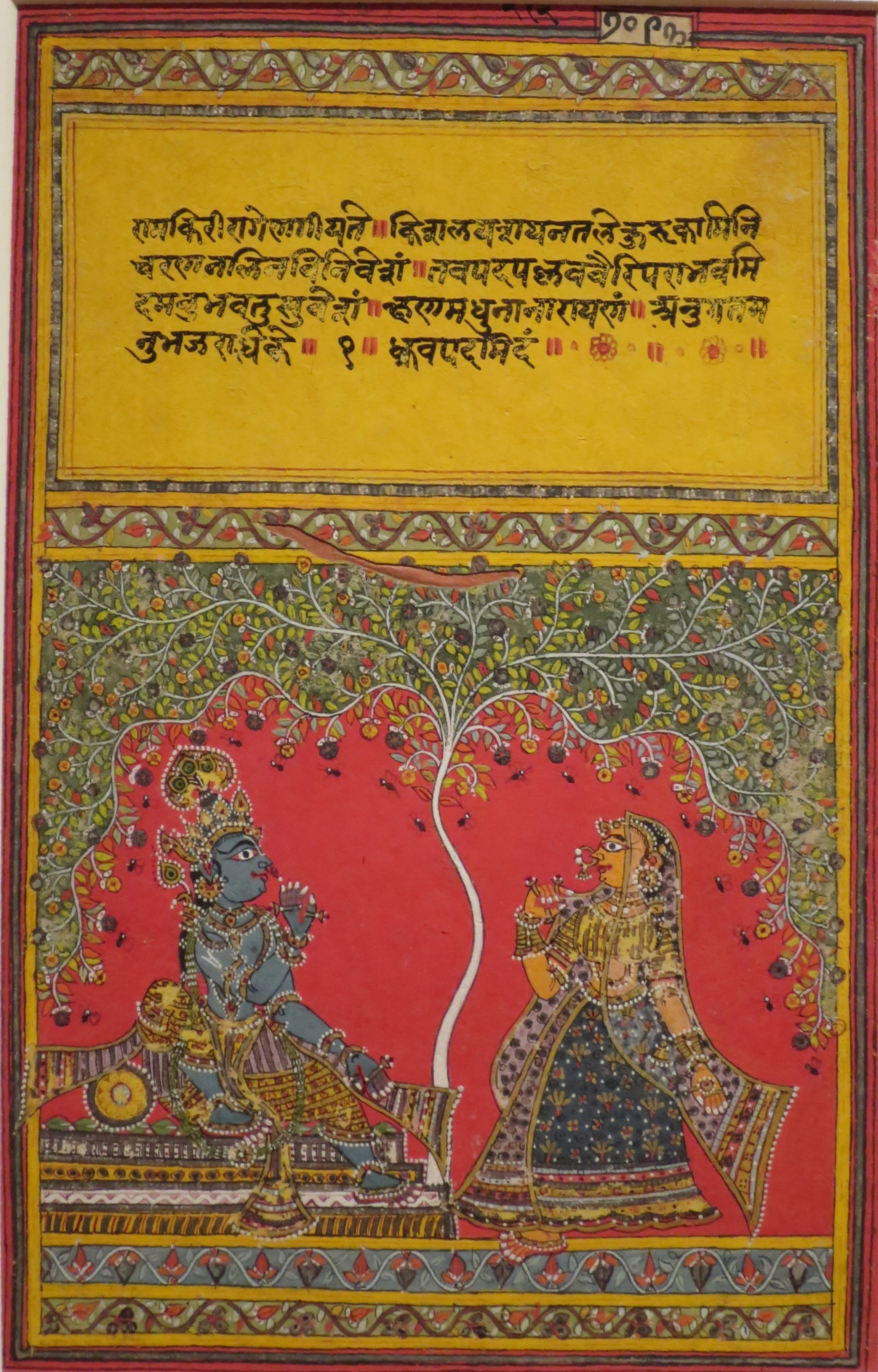
『ギータ・ゴーヴィンダ』のテクスト（19世紀）、ホノルル美術館蔵

『ギータ・ゴーヴィンダ』（サンスクリット: गीत गोविन्द gīta govinda、「ゴーヴィンダ（牛飼い）の歌」の意）は、12世紀インドの詩人ジャヤデーヴァによる作品である。クリシュナとラーダーというゴーピー（牛飼いの女性）との関係を描いている。
『ギータ・ゴーヴィンダ』は12篇から構成され、24の「プラバンダ」とよばれる歌を含んでいる。各プラバンダは原則としてアシュタパディーと呼ばれる8つの詩節を含む。プラバンダの前半は脚韻を踏み、後半はリフレインになっている。これは、この詩が作られた当時の歌謡によっており、伝統的なサンスクリットの古典詩とは異なる。実際にメロディーとリズムをつけて演奏されたと考えられている。『ギータ・ゴーヴィンダ』は伝統的なカーヴィヤ体の詩による物語の叙述の間に、登場人物の心情を語るせりふとして中世のヒンディー語・ベンガル語文学に見られる新しい形式の詩を組み込むことによって、まったく新しいタイプの作品を作ることに成功した。
ラーダーはクリシュナよりも偉大であると言及されている。また、テクストは女主人公の8つの感情（アシュタナーイカー）を詳述しており、これはインド古典舞踊の多数の作品や振付にインスピレーションを与えた。

## 概要
『ギータ・ゴーヴィンダ』は乳しぼり女であるラーダーとクリシュナの愛を描く。ラーダーに対してクリシュナは不誠実であるが、最終的にはラーダーのもとに戻る。このことは、真の忠誠から逸脱した人間の魂が最後には作り主である神のもとに戻ることを象徴的に表すものと解釈されている。

## 構成
以下の12篇から構成される。

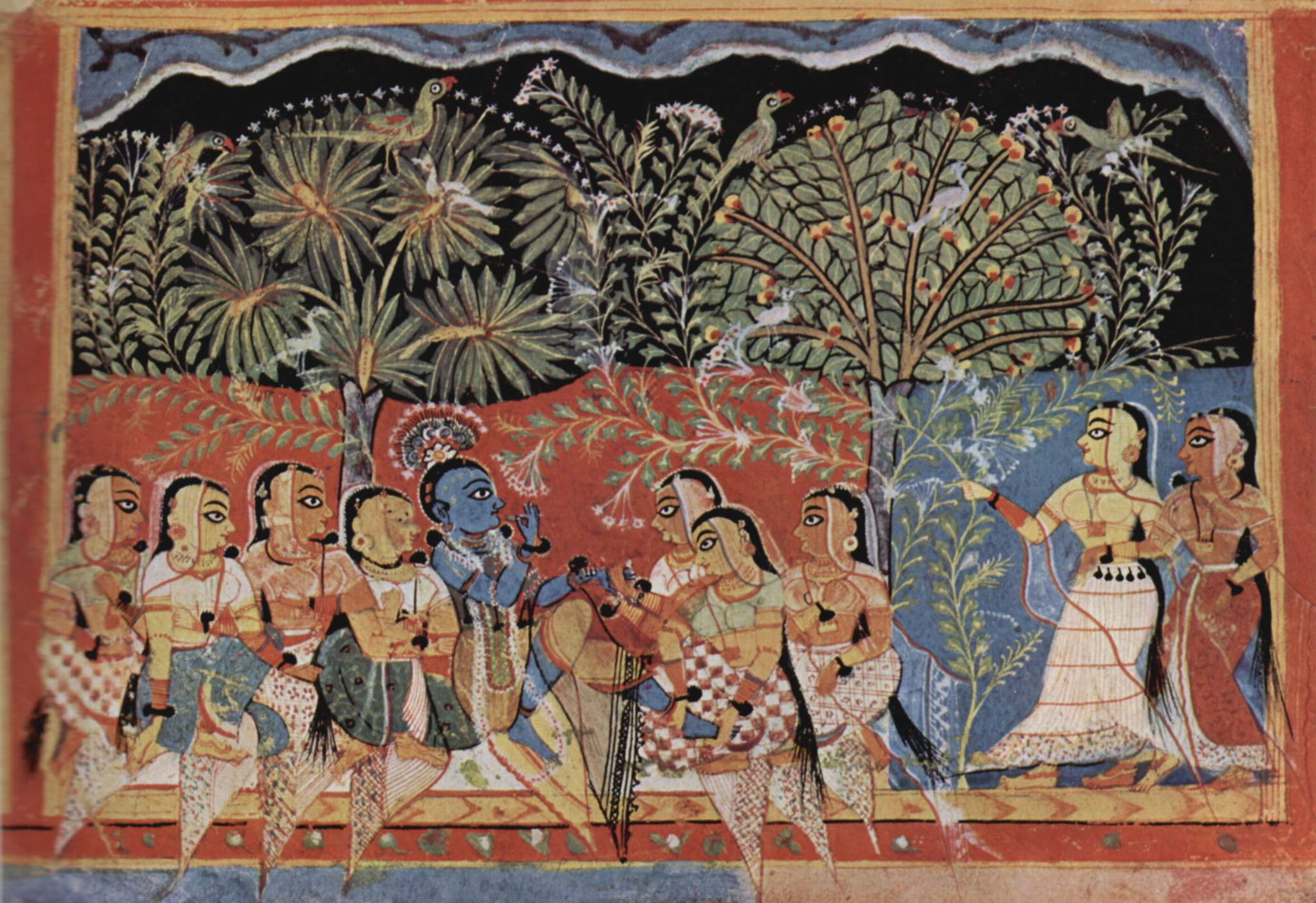
森で他の女たちと愛しあうクリシュナ、それを見るラーダーと友人（1550年ごろ）

1. 喜悦のダーモーダラ Sāmoda-dāmodaraḥ
2. 憂いなきケーシャヴァ Akleśa-keśavaḥ
3. 愚かなマドゥ・スーダナ Mugdha-madhusūdanaḥ
4. やさしいマドゥ・スーダナ Snigdha-madhusūdanaḥ
5. 鶴首するプンダリーカ・アクシャ Sākāṅkṣa-puṇḍarīkākṣaḥ
6. 祝福されたヴァイクンタ・クンクマ Dhṛṣṭa-vaikuṇṭhaḥ
7. 狡猾なナーラーヤナ Nāgara-nārāyaṇaḥ
8. 当惑するラクシュミー・パティ Vilakṣya-lakṣmīpatiḥ
9. 不器用なムクンダ Mugdha-mukundaḥ
10. 巧みなるチャトルブジャ Catura-caturbhujaḥ
11. 歓喜のダーモーダラ Sānanda-dāmodaraḥ
12. いと満足せしピータ・アンバラ Suprīta-pītāmbaraḥ

篇名に出てくる「ダーモーダラ」「ケーシャヴァ」「マドゥ・スーダナ」などはすべてクリシュナ（またはヴィシュヌ）の別名である。
作品はまずクリシュナをたたえる歌ではじまる。ついでラーダーの友人が、クリシュナが他の女たちの前で踊って浮気していることを告げる。ラーダーは嫉妬に沈む。クリシュナは後悔して一心にラーダーを求める。友人はクリシュナとラーダーの間を行き来してふたりの間を取り持とうとする。月がのぼるとラーダーの悲哀は最高潮に達する。その後現れたクリシュナにラーダーは怒りをぶつけるが、友がラーダーを説得し、クリシュナも歌でラーダーを口説く。ラーダーの気持ちはようやくおさまり、クリシュナと愛しあう。

## 翻訳
『ギータ・ゴーヴィンダ』は大部分の現代インド諸語と、多数のヨーロッパの言語に翻訳されている。ゲーテが読んだものは F. H. von Dalberg によるドイツ語訳で、ウィリアム・ジョーンズによって英語に翻訳され、1792年にカルカッタのアジア協会紀要に発表されたものを重訳したものである。ドイツの詩人フリードリヒ・リュッケルトによる翻訳は1829年に開始し、1837年にボンで出版されたクリスチャン・ラッセン校訂のサンスクリット本文とラテン語訳によって改訂された。
エドウィン・アーノルドの『インドの雅歌』(The Indian Song of Songs, 1875)も『ギータ・ゴーヴィンダ』の翻訳である。

### 日本語訳
- ジャヤデーヴァ 著、小倉泰 訳「ギータ・ゴーヴィンダ」『ヒンドゥー教の聖典二篇』平凡社東洋文庫、2000年。ISBN 4582806775。